# Gary Clark Jr.
Gary Clark Jr. (Austin, Texas, 15 de fevereiro de 1984) é um guitarrista músico de blues e blues-rock e ator norte-americano. Seu estilo de tocar já foi muitas vezes comparado com o de Jimi Hendrix e Stevie Ray Vaughan, mas apesar disto é notável o seu estilo próprio de tocar. Em 2012, o  The Bright Lights EP ficou em em 40º colocado em uma lista da revista Rolling Stone dos 50 melhores álbuns de 2011.
Já depois de ter actuado a solo no Rock In Rio 2014 em Lisboa, foi convidado pelos The Rolling Stones (que actuariam neste festival depois de Gary) para participar numa música.

## Discografia

### Àlbuns de estúdio
- "Worry No More" (2001)
- "110" (2004)
- "Blak and Blu" (2012)
- "The Story of Sonny Boy Slim (2015)
- "This Land" (2019)

### Álbuns ao Vivo
- "Gary Clark Jr. Live" (2014)
- "Live North America 2016" (2017)

### EPs
- "Gary Clark Jr. EP" (2010)
- "The Bright Lights EP" (2011)
- "The Bright Lights EP Australian Tour Edition" (2012)